# Májusi pereszke
A májusi pereszke (Calocybe gambosa) az álpereszkefélék családjába tartozó, Európában honos, erdőszéleken, tisztásokon, réteken élő, ehető gombafaj.

## Megjelenése
A májusi pereszke kalapja 4-15 cm széles, fiatalon félgömb alakú, majd domborúan, idősen laposan, esetleg szabálytalanul kiterül. Széle fiatalon begöngyölt, idősen többé-kevésbé hullámos. Színe fehéres, krémszínű, sárgásfehér, világosokkeres, szürkésokkeres. Közepén felhősen barnán foltos; leszedése után is foltosodhat. A kalap bőre alig húzható le.
Húsa igen vastag (vastagabb mint a lemezek magassága), rugalmas; színe fehér vagy csak kissé halványsárgás, sérülésre nem változik. Szaga kellemesen fűszeres-lisztes, néha gyümölcsre is emlékeztet; íze lisztszerű.
Sűrűn álló, vékony lemezei pereszkefoggal tönkhöz nőttek, törékenyek. Színük fehér, krémszínű, idősen kissé barnássárgásak lesznek.
Tönkje 3-10 cm magas és 1-3 cm vastag. Alakja aránylag rövid, hengeres vagy felfelé vékonyodó; gyakran görbült, merev. Színe a kalapéhoz hasonlít vagy világosabb, tövénél olykor barnuló.
Spórapora fehér. Spórája elliptikus, sima, mérete 4-6 x 2,5-3,5 µm.

### Hasonló fajok
Hasonlíthat hozzá a mérgező téglavörös susulyka, amely inkább kúpos, rostosan csíkos kalapú, vékony húsú, lemezei barnásak. A gyilkos galóca és a fehér galóca színe hasonló lehet, és lemezeik is fehérek, azonban gallérjuk és bocskoruk van, nem lisztszagúak. A nagy döggomba lemezei fiatalon sárgásak, később rózsaszínűek, húsa a kalapban vékony, és nem tavasszal terem. A viaszfehér tölcsérgomba lemezei erősen lefutók, nincs jó szaga, és főleg ősszel terem. Az ehető gombák közül a tarlógombával vagy a tejpereszkével lehet összetéveszteni.

## Elterjedése és termőhelye
Európában honos. Magyarországon gyakori. 
Erdőszéleken, erdei tisztásokon, akácosokban, ligetes, bokros helyeken, hegyi legelőkön, fű között található meg, magányosan vagy seregesen, néha boszorkányköröket alkot. Meszes talajon gyakoribb. Már áprilisban megjelenik, de főleg májusban-júniusban terem. 
Jóízű, ehető gomba. Lisztes íze sütés-főzés közben elmúlik. Magas B1 és E vitamin tartalma van, emellett kutatások során bizonyították gombaölő és tumor ellenes hatóanyagait, így gyógyászatban való felhasználását tovább kutatják. 

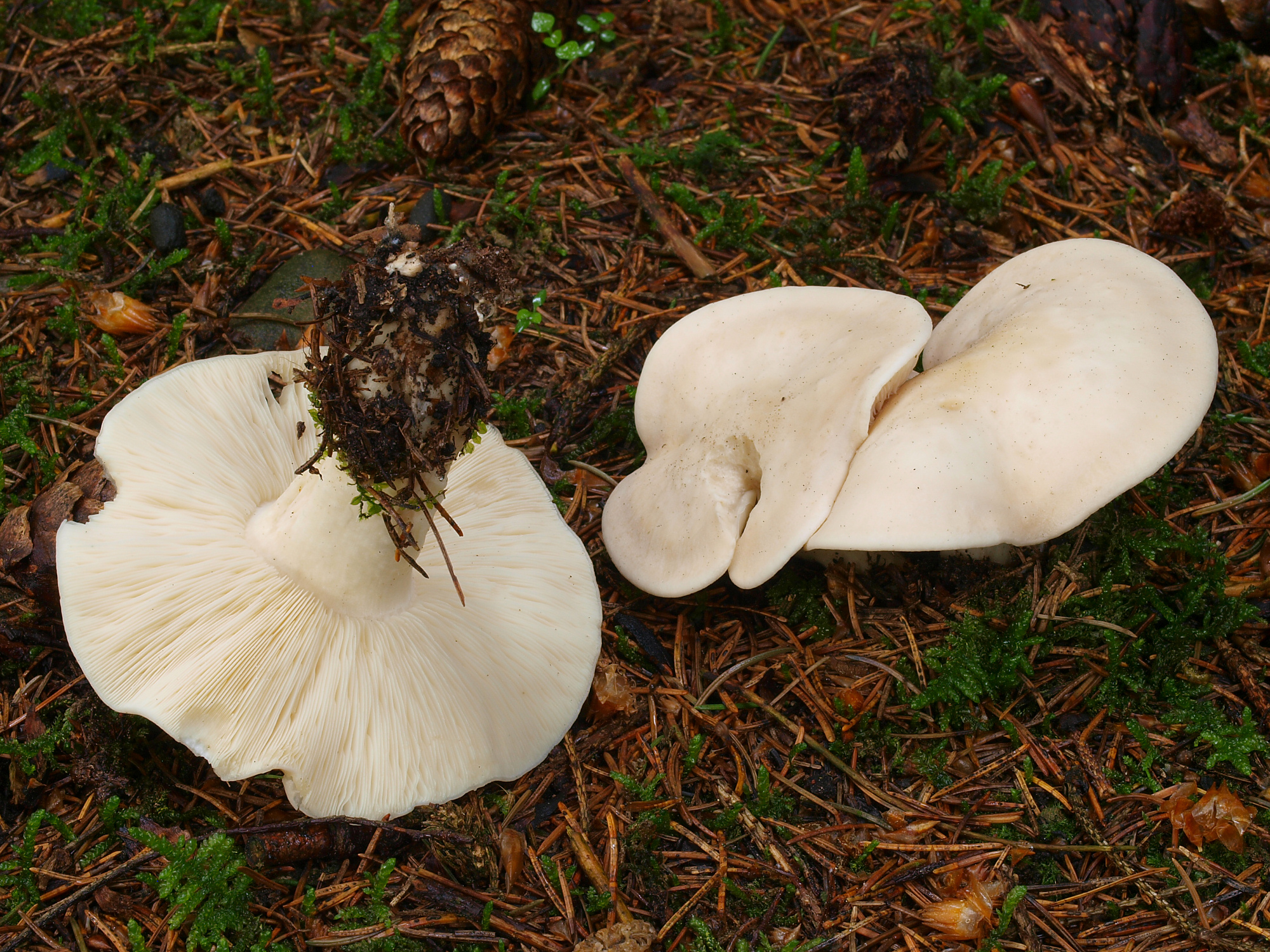
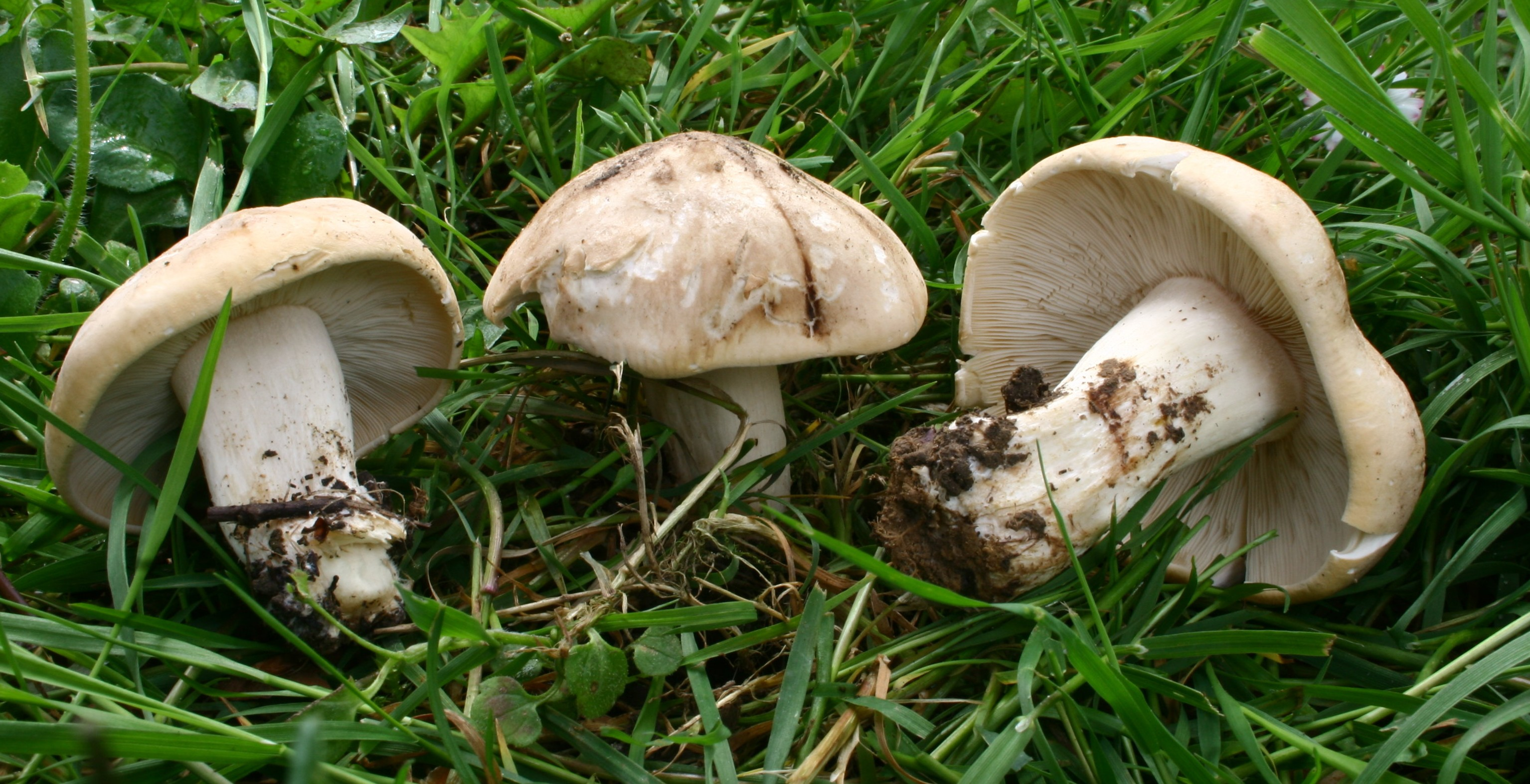
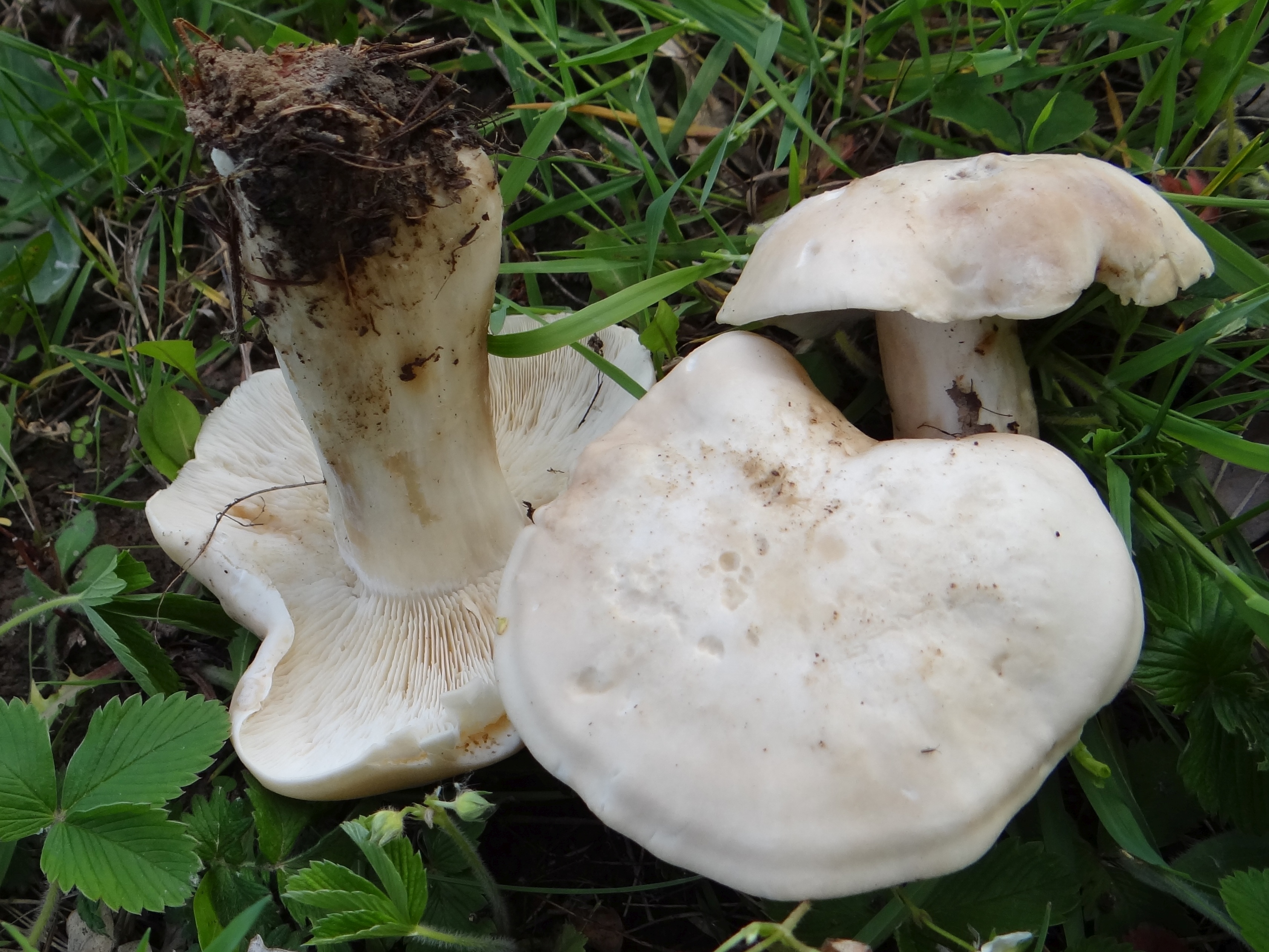
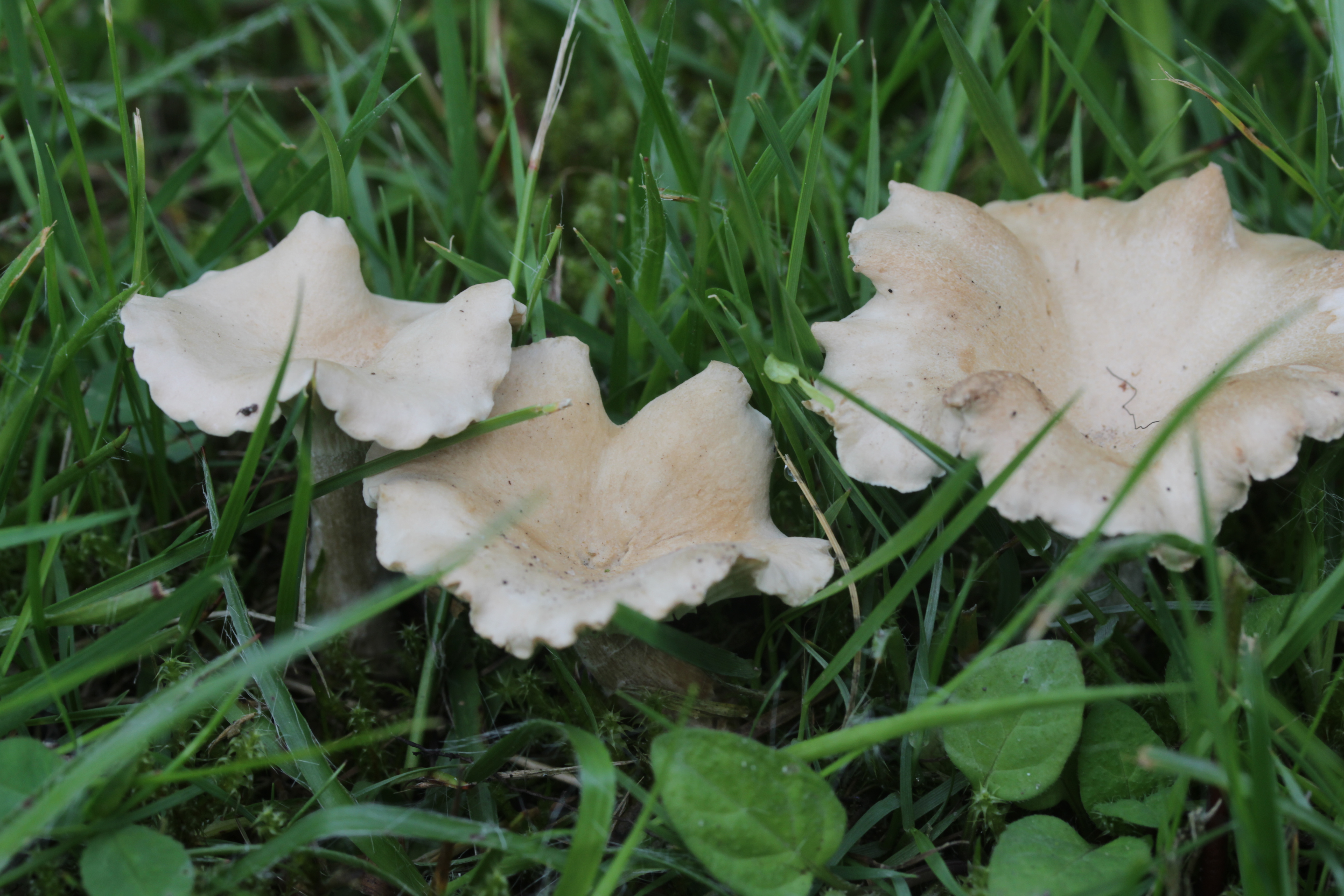
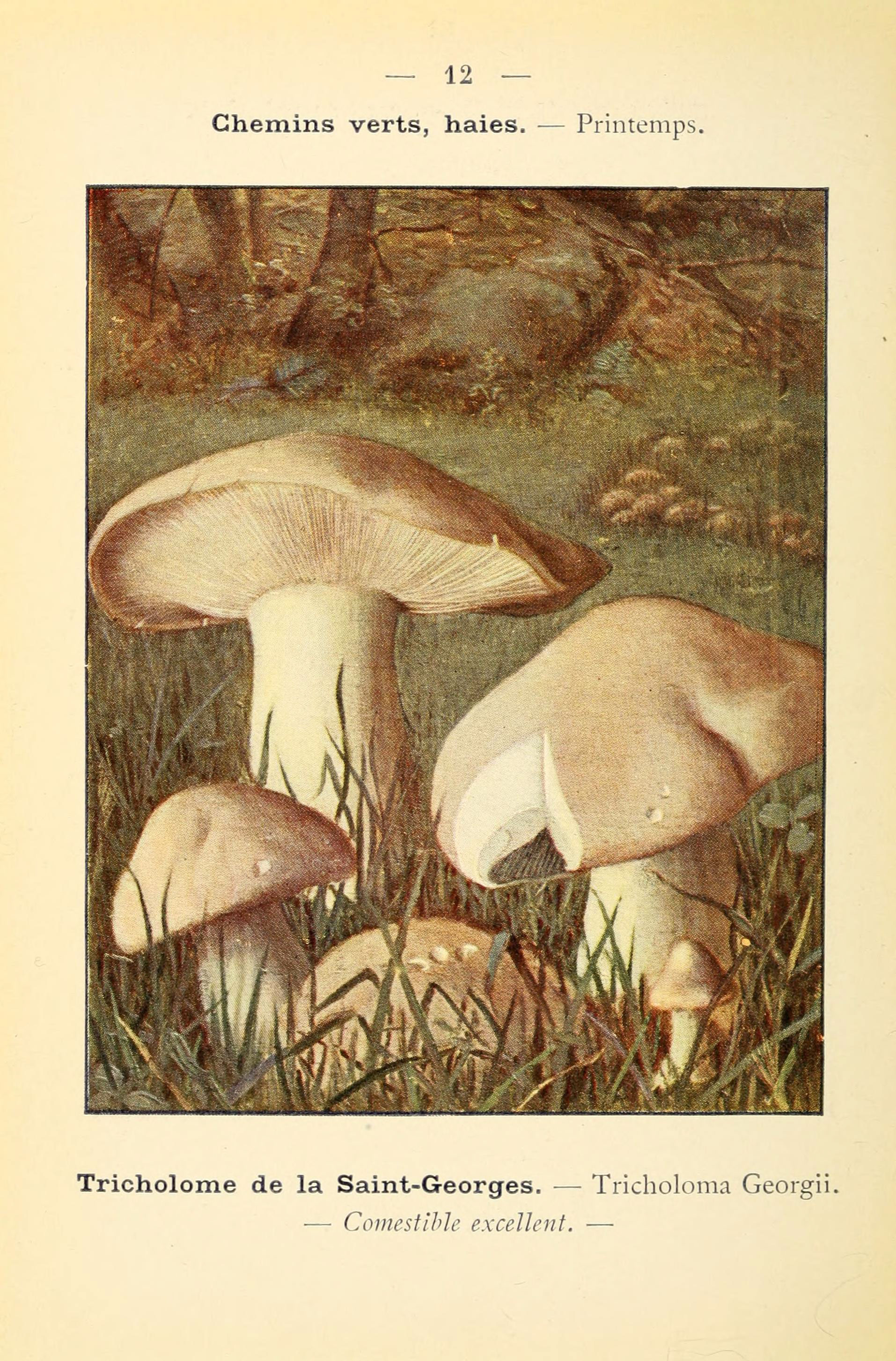